# Labidostomis lepida
Labidostomis lepida är en skalbaggsart som beskrevs av Lefèvre 1872. Labidostomis lepida ingår i släktet Labidostomis, och familjen bladbaggar. Arten har ej påträffats i Sverige.